# Mordellaria borealis
Mordellaria borealis är en skalbaggsart som först beskrevs av Leconte 1862.  Mordellaria borealis ingår i släktet Mordellaria och familjen tornbaggar. Inga underarter finns listade i Catalogue of Life.